# Damastes (historiador)
Damastes (en llatí Damastes, en grec antic Δαμάστης), nascut a Sigeon (Sigeum) fou un historiador grec, contemporani d'Heròdot i d'Hel·lànic de Mitilene, amb el se'l menciona sovint conjuntament.
Segons Suides era deixeble d'Hel·lànic, però Porfiri diu que aquest Hel·lànic va copiar de Damastes i d'Heròdot diverses anotacions sobre els costums d'algunes nacions estrangeres. Aquesta opinió s'ha interpretat com que Damastes va publicar les seves obres abans que Hel·lànic.
Suides i Eudòxia Macrembolitissa diuen que va escriure:
- Una història de Grècia (περὶ τῶν ἐν Ἑλλάδι γενομένων).
- Un relat sobre els ancestres dels que havien pres part a la guerra de Troia.
- Un catàleg de nacions i ciutats (ἐθνῶν κατάλογος καὶ πόλεων), que probablement és la mateixa obra que Esteve de Bizanci menciona amb el títol de περὶ ἐθνῶν.

També se li atribueix un periple (περίπλους), que Agatèmeros diu que va copiar d'Hecateu.
Aquestes obres s'han perdut, excepte alguns fragments. Eratòstenes va fer un us abundant de les obres de Damastes, cosa que Estrabó li censura, ja que diu que les opinions de Damastes tenien poc valor i l'acusa d'ignorant i crèdul. Dionís d'Halicarnàs diu que Damastes va parlar de la fundació de Roma.